# Nicolas Chédeville

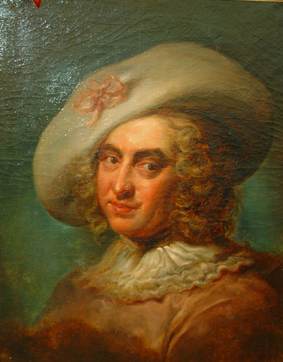
Nicolas Chédeville

Nicolas (le cadet) Chédeville  (* 20. Februar 1705 in Serez, heute Département Eure; † 6. August 1782 in Paris) war ein französischer Komponist und Oboist.

## Leben und Wirken
Nicolas Chédeville war der jüngste von drei Brüdern, die virtuos die Musette de Cour beherrschten, eine im Frankreich des 18. Jahrhunderts sehr beliebte Form des Dudelsacks. Die beiden anderen Brüder waren Pierre Chédeville (1694–1725) und Esprit-Philippe Chédeville (1696–1762). Mütterlicherseits waren sie mit der Familie des Flötisten Jacques-Martin Hotteterre (1674–1763) verwandt, der die drei Brüder in Paris einführte.
Nicolas und Pierre Chédeville traten als Herausgeber verschiedener Werke in Erscheinung, darunter Les Amusemens de Bellone von 1735, einer Sammlung von Werken für Musette de Cour, Violine, Flöte und Oboe.
Unter dem Titel Les Saisons Amusantes veröffentlichte Nicolas Chédeville 1739 sechs Konzerte aus Antonio Vivaldis op. 8 (enthält u. a. Die vier Jahreszeiten) in einer Version für Oboe. Um dem Werk den damals in Frankreich beliebten pastoralen Charakter zu verleihen, integrierte er Flöte, Musette und Drehleier in die Begleitstimmen.
Wie ein 1990 entdecktes Dokument seines Verlegers Jean-Noël Marchand belegt, ist Chédeville auch der Komponist der 1737 unter dem Namen Vivaldis herausgegebenen sechs Sonaten op. 13 (Il pastor fido). Er verwendete dafür teilweise Themen aus verschiedenen unter Vivaldis Namen erschienenen Druckwerken.

## Werke
Alle Werke wurden in Paris veröffentlicht.

### Werke mit Opuszahl
- [Op. 1]: Les amusements champêtres, Livre I, Suiten für 1 und 2 Drehleiern oder Musettes de Cour und B. c. (1729)
- [Op. 2]: Les amusements champêtres, Livre II, Suiten für 1 und 2 Drehleiern oder Musettes de Cour, Traversflöten oder Oboen und B. c. (1731)
- [Op. 3]: Les amusements champêtres, Livre III, Suiten für Drehleier, Musette de Cour, Traversflöte, Oboe oder Violine und B. c. (1733)
- Op. 4: Les danses amuzantes mellées de vaudeville, Suiten für zwei Drehleiern, Musettes de Cour, Traversflöten, Oboen oder Violinen und B. c. (1733)
- Op. 5: Sonates amusantes für 1 und 2 Drehleiern oder Musettes de Cour, Traversflöten, Oboen oder Violinen und B. c. (1734)
- Op. 6: Amusemens de Bellone, ou Les plaisirs de Mars für 1 und 2 Drehleiern, Musettes de Cour, Traversflöten oder Oboen und B. c. (1736)
- Op. 7: 6 Sonates für Flöte, Oboe oder Violine und B. c. (1739)
- Op. 8: Les galanteries amusantes für zwei Musettes de Cour, Drehleiern, Traversflöten oder Violinen und B. c. (1739)
- Op. 9: Les Deffis, ou l’Étude amusante für Musette oder Drehleier und B. c. (den Virtuosen gewidmet)
- Op. 10: Les idées françoises, ou Les délices de Chambray für zwei Musettes de Cour, Drehleiern, Traversflöten, Oboen oder Violinen und B. c. (1750)
- Op. 11: verloren
- Op. 12: Les impromptus de Fontainebleau für zwei Musettes de Cour, Drehleiern, Traversflöten, Pardessus de Viole, Oboen oder Violinen und B. c. (1750)
- Op. 13: verloren
- Op. 14: Les variations amusantes: pièces de différents auteurs ornés d’agrémens für zwei Musettes de Cour, Drehleiern, Traversflöten, Pardessus de Viole, Oboen oder Violinen und B. c.
  - Les Folies d’Espagne

### Bearbeitungen und andere Werke
- Il pastor fido, sonates ... del sigr Antonio Vivaldi von Chédeville für Musette de Cour, Drehleier, Traversflöte, Oboe oder Violine (1737)
- LE PRINTEMS / ou / LES SAISONS / AMUSANTES / concertos / DANTONIO VIVALDY / Mis pour les Musettes et Vielles / avec accompagnement de Violon / Fluste et Basse continue. / PAR MR CHEDEVILLE LE CADET / Hautbois De la Chambre du Roy / et Musette ordinaire De l’Academie Royalle / De Musique. Opera ottava. Bearbeitung von Antonio Vivaldis Le quattro Stagioni (Die vier Jahreszeiten) für Musette de Cour oder Drehleier, Violine, Traversflöte und B. c. (1739)
- La feste d’Iphise. Bearbeitung von Michel Pignolet de Montéclairs Jephté für zwei Musettes de Cour oder Drehleiern (1742)
- Les pantomimes italiennes dansées à l’Académie royale de musique für 1 und 2 Musettes de Cour, Drehleiern, Traversflöten oder Oboen (1742)
- Nouveaux menuets champêtres für Musette de Cour, Drehleier, Violine, Flöte oder Oboe
- [Dall’]Abaco Op. 4. Bearbeitung von Evaristo Dall’Abacos Op. 4 für Musette de Cour, Drehleier, Flöte oder Oboe
- La feste de Cleopatre für zwei Musettes de Cour oder Drehleiern (1751)